# Guatemala International Challenge
Die Guatemala International Challenge ist eine offene internationale Meisterschaft von Guatemala im Badminton. Die erste Austragung fand 2010 statt. Seit 1997 gibt es bereits die Guatemala International als weitere internationale Badmintonmeisterschaft von Guatemala.

## Die Sieger
| Saison | Herreneinzel      | Dameneinzel       | Herrendoppel                             | Damendoppel                     | Mixed                        |
| ------ | ----------------- | ----------------- | ---------------------------------------- | ------------------------------- | ---------------------------- |
| 2010   | Kevin Cordón      | Nicole Grether    | Adrian Liu Derrick Ng                    | Nicole Grether Charmaine Reid   | Toby Ng Grace Gao            |
| 2011   | Ivan Sozonov      | Michelle Li       | Ivan Sozonov Vladimir Ivanov             | Grace Gao Joycelyn Ko           | Toby Ng Grace Gao            |
| 2014   | Pablo Abián       | Jeanine Cicognini | Laurent Constantin Matthieu Lo Ying Ping | Eva Lee Paula Obanana           | Howard Shu Eva Lee           |
| 2015   | Kevin Cordón      | Rong Schafer      | Michael Fuchs Johannes Schöttler         | Johanna Goliszewski Carla Nelte | Michael Fuchs Birgit Michels |
| 2023   | Ygor Coelho       | Ishika Jaiswal    | Fabrício Farias Davi Silva               | Catherine Choi Josephine Wu     | Kevin Lee Eliana Zhang       |
| 2024   | nicht ausgetragen | nicht ausgetragen | nicht ausgetragen                        | nicht ausgetragen               | nicht ausgetragen            |